# La Jaluse
La Jaluse är en kulle i Schweiz. Den ligger i kantonen Neuchâtel, i den västra delen av landet, 50 km väster om huvudstaden Bern. Toppen på La Jaluse är 997 meter över havet.